# 2MASS J07231462+5727081
2MASS J07231462+5727081 ist ein Brauner Zwerg im Sternbild Lynx. Er wurde 2000 von I. Neill Reid et al. entdeckt und gehört der Spektralklasse L1 an. 